# Kacrin
Kacrin (hebrejsky קַצְרִין, podle jména vysídlené syrské vesnice Kisrin, která uchovala název židovského sídla z dob Talmudu, v oficiálním přepisu do angličtiny Qazrin, přepisováno též Katzrin nebo Qatzrin) je izraelská osada a místní rada (malé město) v Severním distriktu v Izraeli, respektive na okupovaných Golanských výšinách.

## Geografie
Město se nachází v nadmořské výšce 320 metrů, cca 26 kilometrů severovýchodně od města Tiberias, cca 68 kilometrů severovýchodně od Haify a cca 133 kilometrů severovýchodně od centra Tel Avivu. Leží ve střední části Golanských výšin, respektive na jejich západním okraji, v místech kde tato náhorní plošina svažuje k údolí řeky Jordán. Jihovýchodně od obce se terén zařezává do turisticky využívaného údolí Nachal Zavitan. Na severozápadní straně je to zase tok Nachal Mešušim. Přímo městem protéká menší tok Nachal Kacrin.
Kacrin je na dopravní síť Golanských výšin napojen pomocí lokální silnice číslo 9088, která na jihu ústí do silnice číslo 87. Leží v střední části Golanských výšin, která má výlučně židovské osídlení, bez výraznějšího arabského prvku. Zdejší osídlení je ovšem poměrně řídké (na rozdíl od jižní části Golan).

## Dějiny
Kacrin leží na Golanských výšinách, které byly dobyty izraelskou armádou v roce 1967 a jsou od té doby cíleně osidlovány Izraelci. Město bylo založeno roku 23. ledna 1977.
Příprava výstavby města, které se mělo stát centrem celých Golanských výšin, začala v roce 1974. První obyvatelé se sem nastěhovali v roce 1977. Rozhodnutí zbudovat na Golanech městské centrum přijala vláda Goldy Meirové už v roce 1973. Skupina osadníků v budoucím městě Kacrin se zformovala v roce 1975. V roce 1979 získala obec status místní rady tedy menšího města.
Ve zprávě z roku 1977 vypracované pro Senát Spojených států amerických se uvádí, že v Kacrin bude brzy otevřena odborná škola a v plánu je zřízení průmyslové zóny. Město je střediskem regionálního zdravotnictví a školství. Funguje zde sekulární základní škola Gamla (בי”ס גמלא) a náboženská základní škola Bedarchej Noam (בי”ס בדרכי נעם). Dále je tu střední škola Nofej Golan (נופי גולן). Kromě toho zde existují i další vzdělávací ústavy. Například Ohello College, která se zaměřuje na vzdělávání učitelů, nebo Golan Research Institute.
Východně od města funguje průmyslová zóna. V Kacrinu má sídlo velký regionální vinařský podnik (יקבי רמת הגולן). Město se zaměřuje i na turistický ruch. Sídlí zde regionální Muzeum památek Golan a poblíž města je zpřístupněna archeologická lokalita Starověká vesnice Kacrin s vykopávkami židovského města Kisrin.
Město je správním centrem regionu Golanských výšin a administrativním centrem Oblastní rady Golan (její součástí ale není).

## Demografie
Kacrin je město se smíšenou populací, tedy složenou ze sekulárních i nábožensky orientovaných obyvatel. Jde o středně velké sídlo městského typu s mírným populačním růstem. K 31. prosinci 2014 zde žilo 6800 lidí. Město by mělo výhledově dosáhnout 20 000 obyvatel.
| Rok            | 1980  | 1983  | 1990  | 1993  | 1994  | 1995  | 1996  | 1997  | 1998  | 1999  | 2000  |
| -------------- | ----- | ----- | ----- | ----- | ----- | ----- | ----- | ----- | ----- | ----- | ----- |
| Počet obyvatel | 1 000 | 1 900 | 3 700 | 4 400 | 5 000 | 5 000 | 5 600 | 5 800 | 5 900 | 6 060 | 6 160 |

| Rok            | 2001  | 2003  | 2004  | 2005  | 2006  | 2007  | 2008  | 2009  | 2010  | 2011  | 2012  | 2013  | 2014  |
| -------------- | ----- | ----- | ----- | ----- | ----- | ----- | ----- | ----- | ----- | ----- | ----- | ----- | ----- |
| Počet obyvatel | 6 100 | 6 288 | 6 357 | 6 535 | 6 479 | 6 444 | 6 518 | 6 515 | 6 700 | 6 600 | 6 700 | 6 700 | 6 800 |